# Aimó II de Borbó
Aimó II de Borbó, anomenat "Vaire-Vache", (1055 - c.1120) va ser senyor de Borbó de 1116 fins a la seva mort. Era fill d'Arquimbald IV, senyor de Borbó, i Beliarda.
Al 1099, es va casar amb Adelinda o Llúcia de Nevers, filla de Guillem II de Tonnerre, i neta de Guillem I, comte de Nevers, d'Auxerre i de Tonnerre. Van tenir tres fills.
- Arquimbald VII de Borbó, senyor de Borbó
- Una filla, casada amb Arquimbald, senyor de Saint-Gérant
- Guillem, senyor de Montluçon

Després de la mort del seu germà Arquimbald V el Pietós, intenta apoderar-se del senyoriu en detriment del fill menor i successor legítim del seu germà Arquimbald VI el Pupil, del qual era el tutor. Alard de la Roche-Guillebaud, senyor de Châteaumeillant, que s'havia casat amb la vídua d'Arquimbald V, demanà la intervenció de Lluís VI de França en nom del seu gendre. El rei entra en campanya cap al 1108/1109 amb un exèrcit, assetja una fortalesa d'Aimó II, el castell de Germigny-sur-l'Aubois, i l'obliga a rendir-se. Aimó II va haver de renunciar a totes les pretensions sobre el priorat de Saint-Pourçain-sur-Sioule, depenent de l'abadia de Sant Filibert de Tournus i compartir l'herència amb el jove Arquimbald VI, que no va tenir descendents.